# Iván Aivazovski
Iván Konstantínovich Aivazovski (en armenio:Հովհաննես Այվազովսկի, en ruso: Ива́н Константи́нович Айвазо́вский; Feodosia, 29 de julio de 1817 - 2 de mayo de 1900) fue un pintor romántico ruso. Es considerado uno de los mejores artistas de marinas en la historia. Bautizado como Hovhannes Aivazián, Aivazovski nació en el seno de una familia armenia en el puerto de Feodosia en el Mar Negro en Crimea, donde vivió la mayor parte de su vida.
Tras culminar con sus estudios en la Academia Imperial de las Artes de San Petersburgo, Aivazovski viajó a Europa, y vivió por un corto tiempo en Italia a principios de 1840. Posteriormente regresó a Rusia y fue contratado como el pintor principal de la Armada de Rusia. Aivazovski formó lazos cercanos con los militares y la élite política del Imperio Ruso, atendiendo ocasionalmente a operaciones militares. Fue patrocinado por el estado, además de ser muy estimado durante toda su vida. El dicho «merecedor del pincel de Aivazovski», popularizado por Antón Chéjov, fue usado en Rusia para "describir algo inefablemente encantador."
Siendo uno de los artistas rusos más prominentes de su tiempo, Aivazovski también fue popular fuera de Rusia. Tuvo numerosas exposiciones individuales en Europa y Estados Unidos. Durante su carrera de casi 60 años, creó cerca de 6000 pinturas, convirtiéndolo en uno de los artistas más prolíficos de su época. La gran mayoría de sus obras son marinas, pero a menudo también representaba escenas de batallas, temas armenios y retratos. La mayor parte de sus trabajos se mantienen en museos rusos, ucranianos y armenios, así como en colecciones privadas.

## Biografía

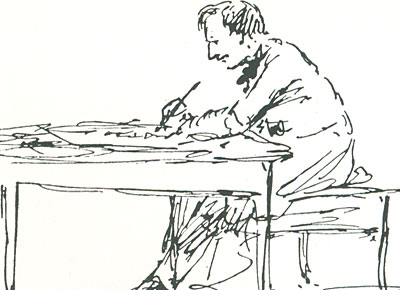
Autorretrato, 1830-1840

### Antecedentes
Iván Aivazovski nació el 17 de julio (29 en el nuevo calendario) de 1817 en la ciudad de Feodosia (Teodosia), Crimea, en el Imperio Ruso. En los registros de bautismos de la Iglesia local armenia St. Sargis, Aivazovski fue inscrito como Hovhannes, el hijo de Guevorg Aivazián (Գէորգ Այվազեանի որդի Յօհաննեսն). Durante sus estudios en la Academia Imperial de las Artes, era conocido en ruso como Iván Gaivazovski (Иванъ Гайвазовскій en la escritura anterior a 1918). Se hizo conocido como Aivazovski desde 1840, mientras estaba en Italia. Firmó una carta en 1844 con la versión italiana de su nombre: Giovani Aivazovski.
Su padre, Konstantín (1765-1840), fue un comerciante armenio de la región polaca de Galitzia. Su familia había emigrado desde Armenia Occidental en el siglo XVIII. Después de numerosas conflictos familiares, Konstantín abandonó Galitzia por Moldavia, mudándose después a Bukovina, antes de quedarse en Feodosia a principios de 1800. Era conocido inicialmente como Guevorg Aivazián (Haivazián o Haivazi), pero cambió su apellido a Gaivazovsky, al añadir la terminación polaca "-sky". La madre de Aivazovski, Ripsime, era feodosia armenia. La pareja tuvo cinco hijos-tres mujeres y dos hombres. El hermano mayor de Aivazovski, Gabriel, era un prominente historiador y un arzobispo apostólico armenio.

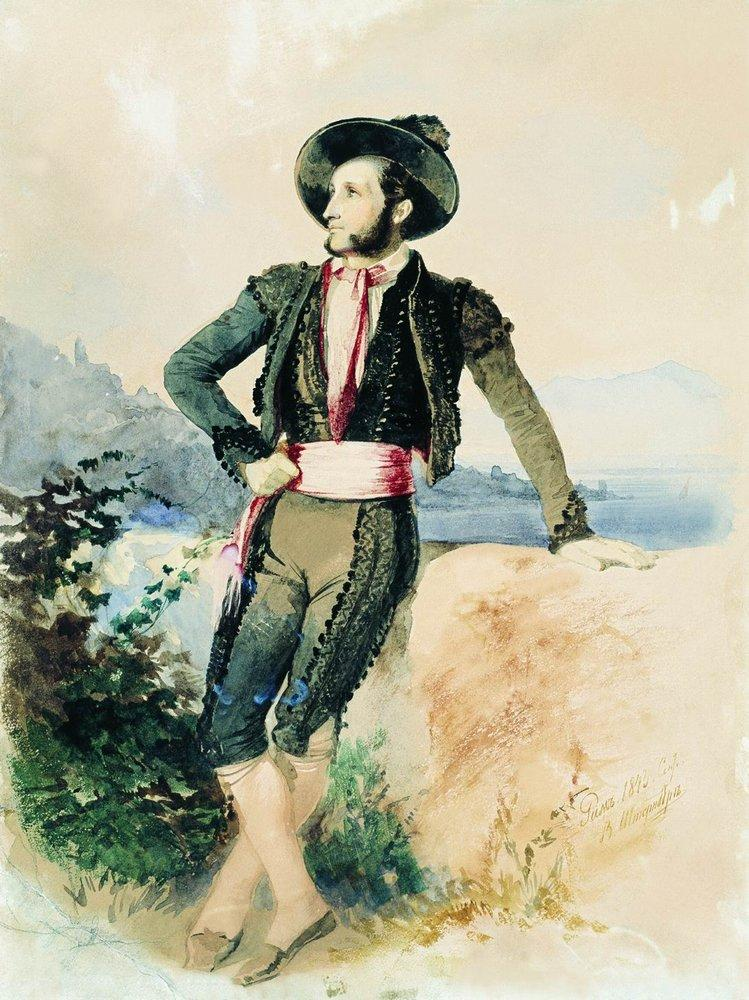
Aivazovski en un traje italiano, por Vasily Sternberg, 1842

### Educación
El joven Aivazovski recibió educación parroquial en la Iglesia Armenia de San Sargis en Feodosia. Aprendió dibujo con Jacob Koch, un arquitecto local. Aivazovski se mudó a Simferópol con la familia del gobernador de Táurida Aleksandr Kaznachéyev, y asistió al gimnasio ruso de la ciudad. En 1833, Aivazovski llegó a la capital rusa, San Petersburgo, para estudiar en la Academia Imperial de las Artes, en la clase de paisajismo de Maksim Vorobiov. En 1835, fue galardonado con una medalla de plata y contratado como asistente del pintor francés Philippe Tanneur. En septiembre de 1836, Aivazovski conoció al poeta nacional de Rusia Aleksandr Pushkin durante la visita a la academia de este último. En 1837, Aivazovski se inscribió a la clase de pintura de batallas de Alexander Sauerweid y participó en ejercicios de la Flota del Báltico en el Golfo de Finlandia. En octubre del mismo año se graduó de la academia con una medalla de oro, dos años antes de lo previsto. Aivazovski regresó a Feodosia en 1838 y pasó dos años en su natal Crimea. En 1839, participó en ejercicios militares en las costas de Crimea, donde conoció a los almirantes Mijaíl Lázarev, Pável Najímov y Vladímir Kornílov.

### Primera visita a Europa

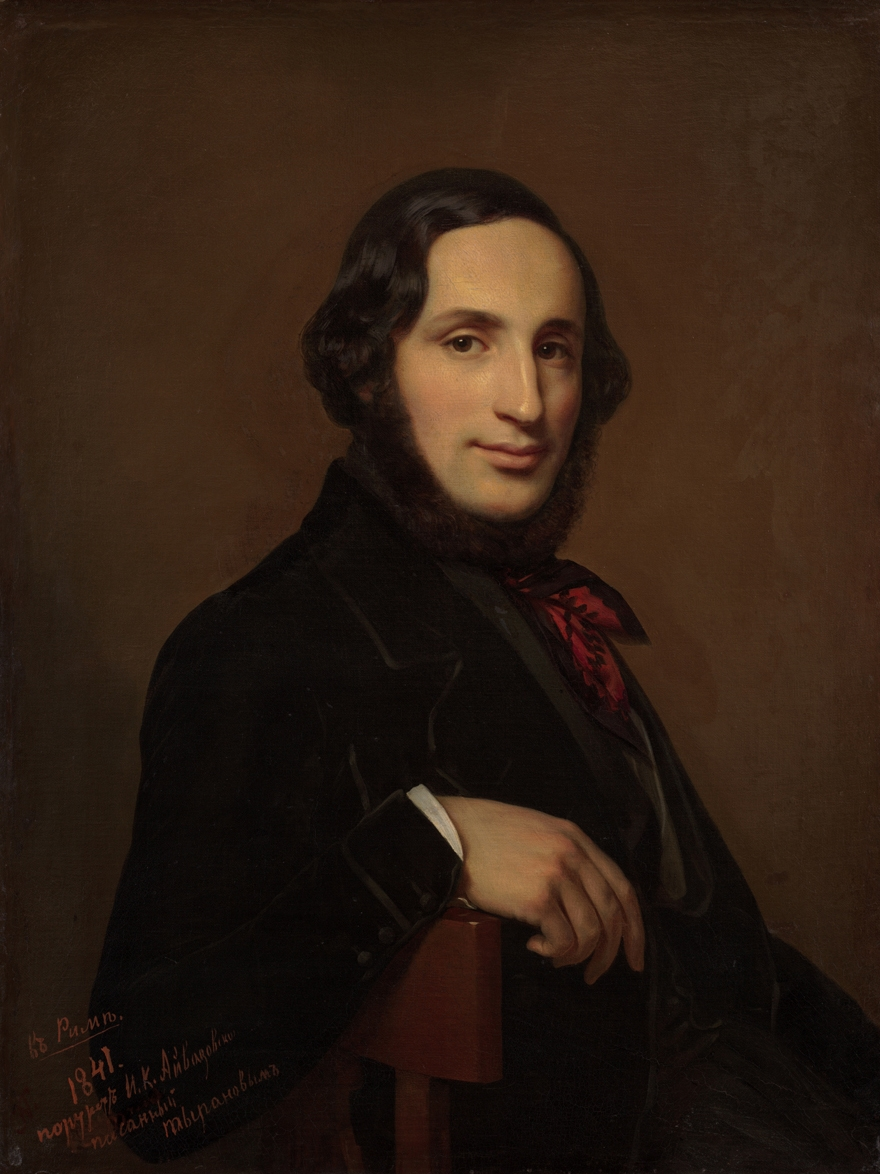
Retrato de Aivazovski por Alekséi Tyránov, 1841

En 1840, Aivazovski fue enviado a estudiar en Europa por la Academia Imperial de las Artes. Primero viajó a Venecia, pasando por Berlín y Viena, visitando San Lazzaro degli Armeni, donde se encontraba una importante congregación armenia católica en la que vivía su hermano Gabriel en ese momento. Aivazovski estudió manuscritos armenios y se familiarizó con el arte armenio. Conoció al novelista ruso Nikolái Gógol en Venecia. Después se dirigió a Florencia, Amalfi y Sorrento. En Florencia conoció al pintor Aleksandr Ivánov. Además, se quedó en Nápoles y en Roma entre 1840 y 1842. Aivazovski fue muy influenciado por el arte italiano, convirtiéndose sus museos en su "segunda academia". De acuerdo a Rogachevsky, las noticias sobre las exhibiciones exitosas en Italia pronto llegaron a Rusia. El papa Gregorio XVI le otorgó una medalla de oro. Posteriormente visitó Suiza, Alemania, Holanda y Gran Bretaña, donde conoció al pintor inglés  J. M. W. Turner, quien «estuvo tan impactado por la pintura de Aivazovski La bahía de Nápoles en una noche a la luz de la luna, que dedicó a Aivazovski una eulogía en italiano» En una exposición en el Louvre, él fue el único representante de Rusia. En Francia recibió una medalla de oro de la Real Academia de Pintura y Escultura. Después regresó a Nápoles, pasando por Marsella y visitando nuevamente Gran Bretaña, Portugal, España y Malta en 1843. Aivazovski era admirado ampliamente en Europa. Retornó a Rusia por París y Ámsterdam en 1844.

### Regreso a Rusia y primer matrimonio

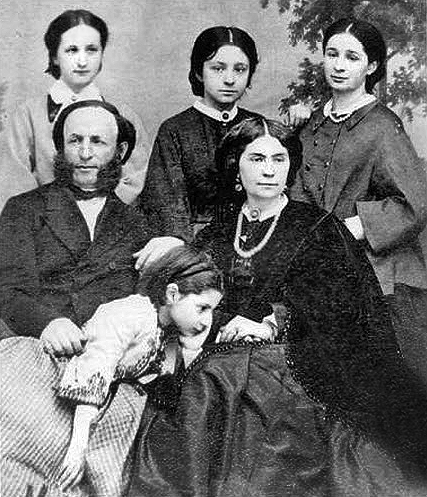
Aivazovski con su primera esposa, Julia,y sus cuatro hijas

A su regreso a Rusia, Aivazovski se había convertido en un académico de la Academia Imperial de las Artes y fue nombrado el "artista oficial de la Armada Rusa para pintar marinas, escenas costeras y batallas navales. En 1845, Aivazovski viajó al Mar Egeo con el duque Constantino Nikoláyevich, y visitó la capital otomana, Constantinopla, y las islas griegas de Patmos y Rodas.
En 1845, Aivazovski se estableció en su ciudad natal Feodosia, donde construyó una casa y un estudio. Se aisló del mundo exterior, manteniendo un pequeño círculo de amigos y familiares. Sin embargo, la soledad jugó un papel negativo en su carrera. Para la mitad del siglo XIX, el arte ruso pasaba del romanticismo hacia un estilo ruso distinto de realismo, mientras Aivazovski seguía pintando marinas románticas, por lo que atrajo intensas críticas.
En 1845 y 1846, Aivazovski asistió a las maniobras de la Flota del Mar Negro y la Flota de Báltico en Peterhof, cerca del palacio imperial. En 1847, se le otorgó el título de profesor de pinturas marinas por la Academia Imperial de las Artes, y ascendido al rango de la nobleza. En el mismo año, fue incluido en la Real Academia de Artes y Ciencias de los Países Bajos.
En 1848, Aivazovski se casó con Julia Graves, una institutriz inglesa. Tuvieron cuatro hijas: Elena (1849), María (1851), Aleksandra (1852) y Joanne (1858). Se separaron en 1860, y se divorciaron en 1877 con permiso de la Iglesia Armenia, dado que Graves era luterana.

### Ascenso a la prominencia

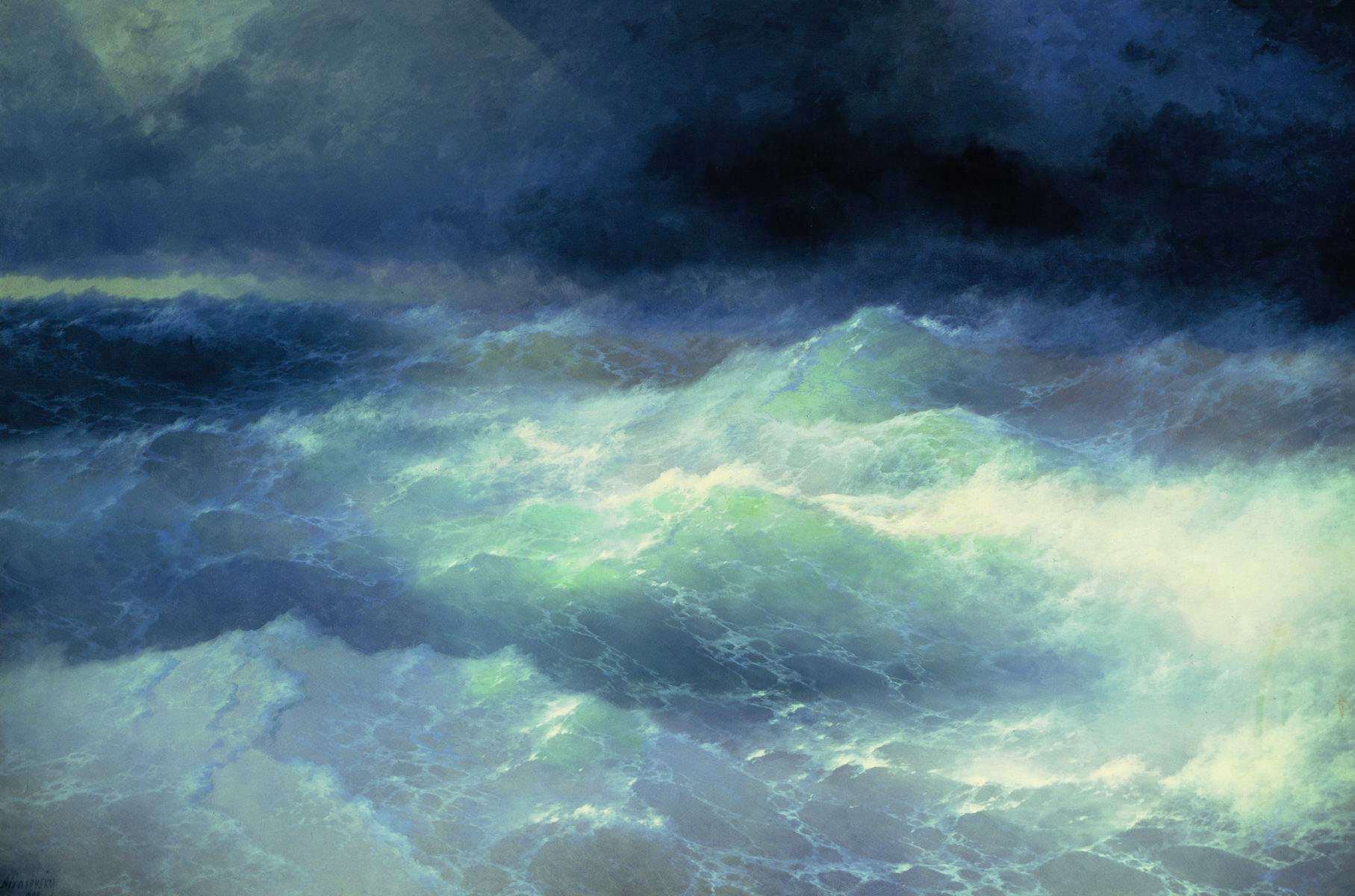
La gran mayoría de sus trabajos respresentan el mar. En la imagen se muestra una pintura de 1898 titulada Entre las olas

En 1851, mientras viajaba con el zar Nicolás I, Aivazovski navegó hacia Sevastopol para participar en operaciones militares. Sus excavaciones arqueológicas cerca de Feodosia lo llevaron a ser elegido como miembro de la Sociedad Geográfica Rusa en 1853. En ese año estalló la Guerra de Crimea entre Rusia y el Imperio Otomano, por lo que fue evacuado a Járkov. Mientras estaba a salvo, regresó a la fortaleza situada en Sevastopol para pintar escenas de batallas. Su trabajo se expuso en Sevastopol cuando estuvo bajo el control otomano.
Entre 1856 y 1857, Aivazovski trabajó en París y se convirtió en el primer artista ruso (y el primer extranjero) en recibir la Legión de Honor. En 1857, Aivazovski visitó Constantinopla, donde se le otorgó la Orden del Medjidie. En el mismo año fue elegido miembro honorario de la Sociedad de Arte de Moscú. Se le entregó la Orden de la Redención de Grecia en 1859 y la Orden de San Vladimiro de Rusia en 1865.
Aivazovski inauguró un estudio de arte en Feodosia en 1865 y se le otorgó un salario por parte de la Academia Imperial de las Artes el mismo año.

### Viajes y premios: 1860-1880

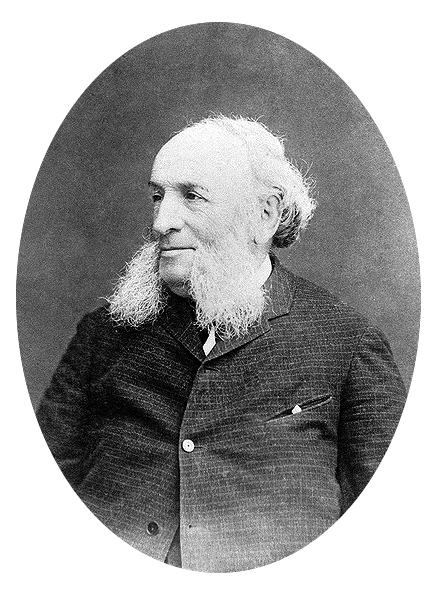
Fotografía de Aivazovski, 1870.

En la década de 1860, el artista creó varias pinturas inspiradas por el nacionalismo griego y la Unificación de Italia. En 1868, visitó nuevamente Constantinopla y produjo una serie de trabajos acerca de la resistencia griega contra los turcos, durante la Rebelión cretense. En 1868, Aivazovski viajó por el Cáucaso y fue a la zona rusa de Armenia por primera vez. Pintó muchos paisajes montañosos y en 1869 dio una exhibición en Tiflis. Luego hizo un viaje a Egipto y participó en la ceremonia de apertura del Canal de Suez. Se convirtió en el «primer artista en pintar el canal de Suez, marcando así un  en la historia de Europa, África y Asia.»
En 1870, Aivazovski fue nombrado Consejero Civil Activo, el cuarto rango más alto de Rusia. En 1871, inició la construcción del museo arqueológico en Feodosia. En 1872, viajó a Niza y Florencia para exponer sus pinturas. En 1874, la Academia de Bellas Artes de Florencia le pidió un autorretrato para colocarlo en la Galería Uffizi. El mismo año, Aivazovski fue invitado a Constantinopla por el Sultán Abdülaziz, quien posteriormente le otorgó la Orden de Osmanieh. En 1876, fue nombrado miembro de la Academia de Artes de Florencia, y se convirtió en el segundo artista ruso (después de Orest Kiprenski) en pintar un autorretrato para el Palacio Pitti.
Aivazovski fue elegido como miembro honorario de la Academia Real de Bellas Artes de Stuttgart en 1878. Hizo un viaje a Holanda y Francia, quedándose brevemente en Frankfurt hasta 1879. Después visitó Múnich y viajó a Génova y Venecia para «recolectar material sobre el descubrimiento de América por Cristóbal Colón.»
En 1880, Aivazovski abrió una galería de arte en su residencia en Feodosia; se convirtió en el tercer museo del Imperio Ruso, después del Museo del Hermitage y de la Galería Tretiakov. Aivazovski realizó una exhibición en la calle Pall Mall en Londres, a la que asistieron el pintor inglés John Everett Millais y Eduardo VII, el Príncipe de Gales.

### Segundo matrimonio y vida posterior
La segunda esposa de Aivazovski, Anna Burnazián, fue una joven viuda armenia de 40 años de edad. Aivazovski dijo que al casarse con ella en 1882, él «se acercó más a su nación», refiriéndose al pueblo armenio. En 1882, Aivazovski visitó Moscú y San Petersburgo, y después recorrió el campo de Rusia al viajar a lo largo del río Volga en 1884.
En 1885 fue promovido al rango de Consejero Privado. El año siguiente, en el aniversario 50 de su trabajo creativo, fue celebrado con una exhibición en San Petersburgo, y con una membresía honoraria de la Academia Imperial de las Artes.
Después de conocer a Aivazovski en persona, Antón Chéjov escribió una carta a su esposa el 22 de julio de 1888, describiéndolo de la siguiente manera:

Aivazovski es un anciano sano y apacible de cerca de 75 años, que parece un armenio insignificante y un obispo; esta lleno de un sentido de su propia importanicia, tiene manos suaves y sacude la mano como un general. No es muy brillante, pero tiene una personalidad compleja, digna de un estudio profundo. Solo en él hay combinados un general, un obispo, un artista, un armenio, un campesino viejo e ingenuo, y un Otelo.

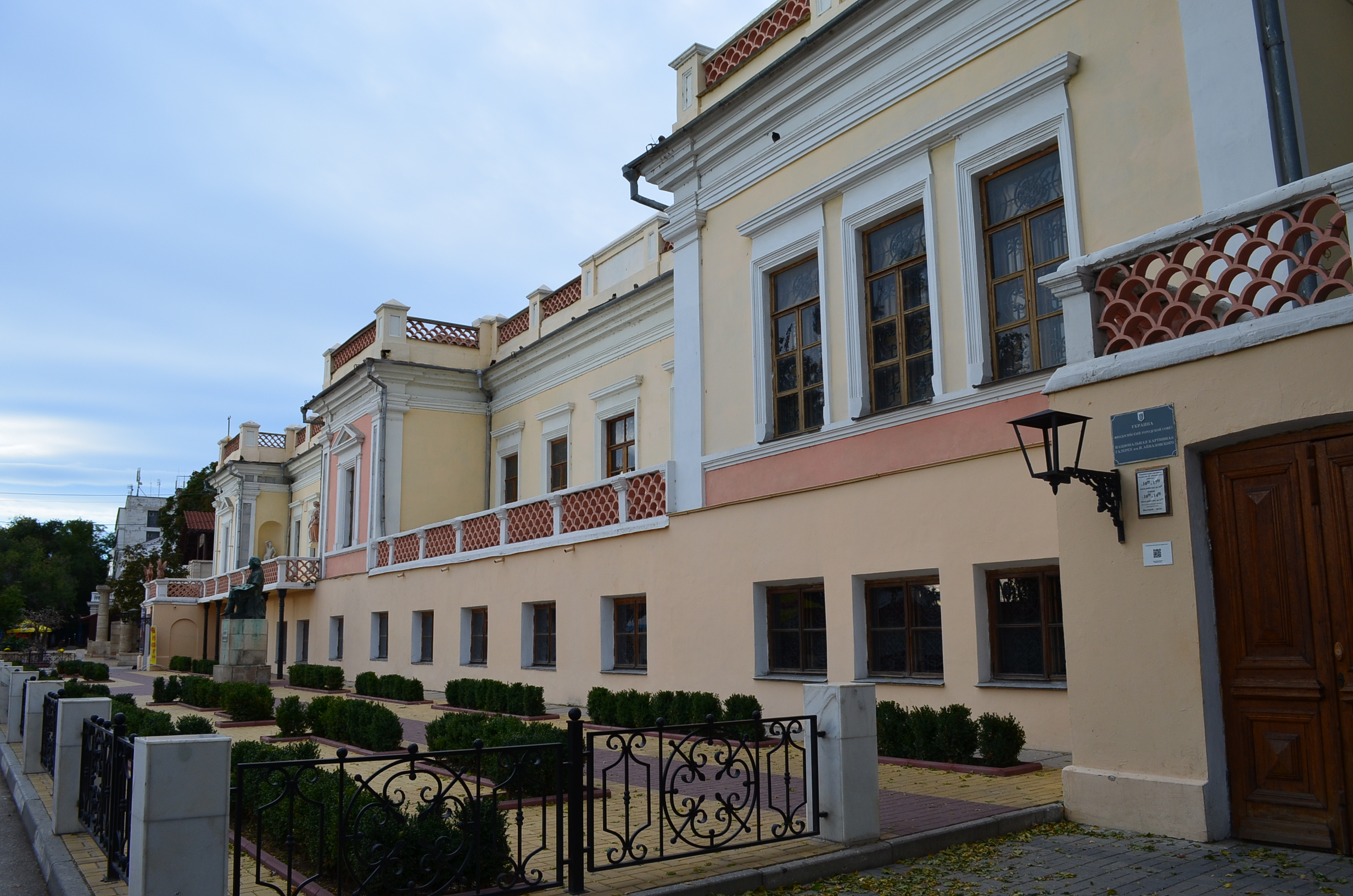
La casa en Feodosia, donde Aivazovski vivió entre 1845 y 1892. Ahora es una galería.

Después de viajar a París con su esposa, en 1892 hizo un viaje a Estados Unidos, visitando las Cataratas del Niagara en Nueva York y Washington D. C.. En 1896, a los 79 años, Aivazovski fue promovido al rango de Consejero Privado pleno.
Aivazovski fue afectado profundamente por las masacres hamidianas que se realizaron en las zonas habitadas por armenios del Imperio Otomano entre 1894 y 1896. Pintó una serie de obras sobre este tema como "La expulsión del barco turco", y "Las masacres armenias en Trebizond". El lanzó al mar las medallas que le había otorgado el sultán otomano y le dijo al cónsul turco en Feodosia: «Dile a tu sanguinario amo que me he deshecho de todas las medallas que me ha dado, aquí están sus cintas, envíaselas, y si quiere, puede botarlas a los mares que he pintado.»
Pasó sus años finales en Feodosia. En la década de 1890, gracias a sus esfuerzos, se estableció un puerto comercial en Feodosia y se unió a la red ferroviaria del Imperio Ruso. La estación de ferrocarrial inaugurada en 1892, ahora se llama Ayvazóvskaya y es una de las dos estaciones dentro de la ciudad de Feodosia. Aivazovski también suministró agua a la ciudad.

### Muerte
Aivazovski murió el 19 de abril (2 de mayo en el nuevo calendario) de 1900 en Feodosia. De acuerdo a sus deseos, fue enterrado en el cementerio de la Iglesia Armenia de San Sargis. Un sarcófago de mármol fue hecho por el escultor italiano L. Biogiolli en 1901. Una frase del libro Historia de Armenia de Moisés de Corene está grabada en armenio clásico en su lápida: Մահկանացու ծնեալ անմահ զիւրն յիշատակ եթող (Mahkanatsu tsneal anmah ziurn yishatak yetogh), cuya traducción es: «Nació mortal, dejó un legado inmortal» o «Nació como un mortal, dejó la memoria inmortal de sí mismo» Después de su muerte, su esposa Anna llevó una vida generalmente aislada y murió el 25 de julio de 1944. Fue enterrada al lado de Aivazovski.

## Arte
Durante su carrera de 60 años, Aivazovski produjo más de 6000 pinturas de, lo que describe una revista de arte en línea, «un valor muy distinto... hay obras de arte y hay trabajos tímidos». Sin embargo, se le han llegado a atribuir más de 20 000 pinturas. La gran mayoría de sus trabajos representan el mar. Raramente dibujó paisajes, así como retratos, de los cuales creó muy pocos. De acuerdo a Rosa Newmarch, Aivazovski «nunca hizo pinturas con base en la naturaleza, siempre de su memoria, y muy lejos de la costa.» Rogachevsky escribió que «Su memoria artística era legendaria. Era capaz de reproducir lo que había visto solo por un periodo corto de tiempo, sin ni siquiera hacer esbozos preliminares.» Bolton elogió «su habilidad para transmitir el efecto del movimiento del agua y del reflejo del sol y de la luz de la luna.»

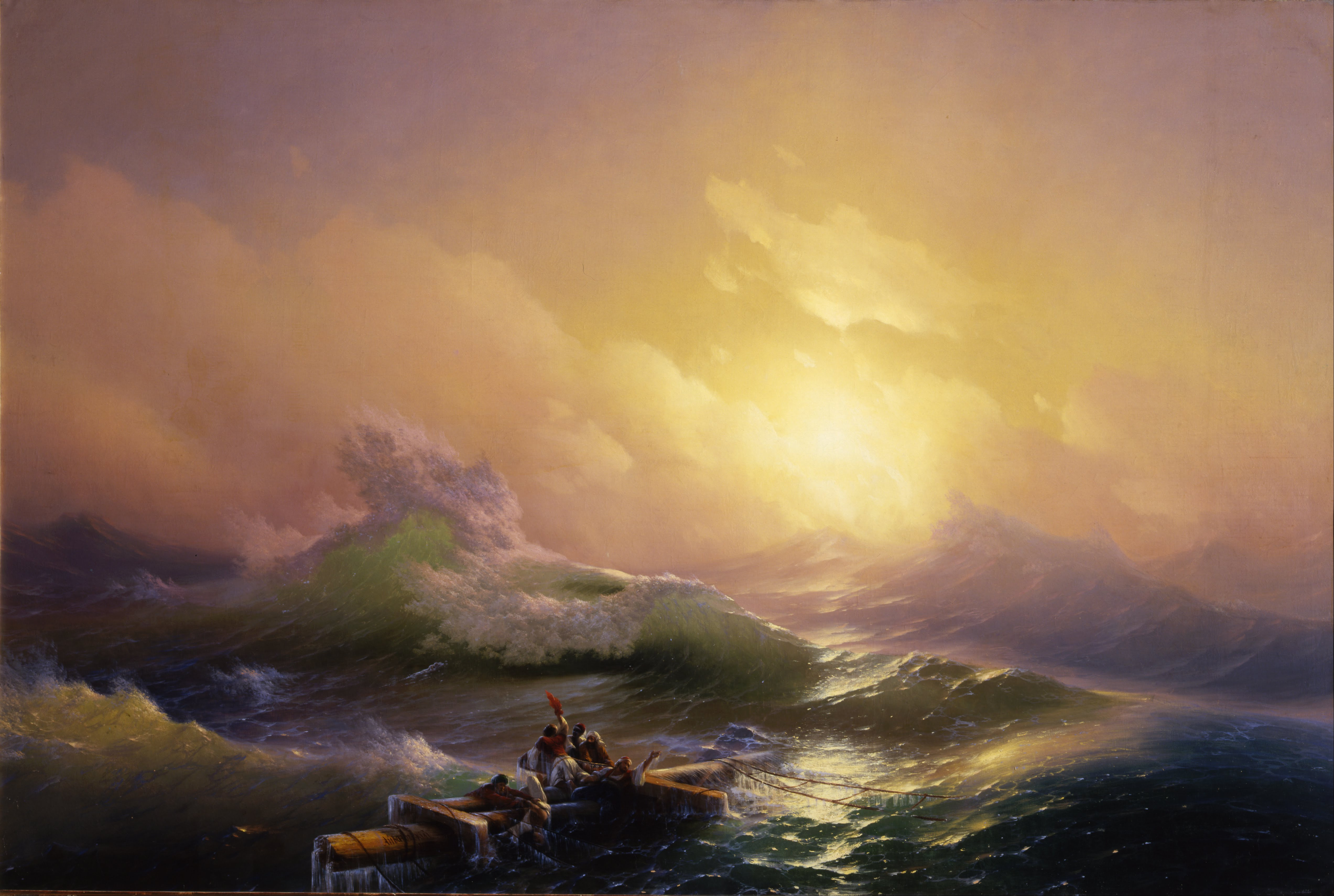
Novena ola (1850), Museo Estatal Ruso, San Petersburgo, es considerada la obra más famosa de Aivazovski.

### Exhibiciones
Tuvo 55 exhibiciones individuales (un número sin precedentes) durante toda su carrera. Entre las más notables se encuentran la de Roma, Nápoles y Venecia (1841–42), París (1843, 1890), Ámsterdam (1844), Moscú (1848, 1851, 1886), Sevastopol (1854), Tiflis (1868), Florencia (1874), San Petersburgo (1875, 1877, 1886, 1891), Frankfurt (1879), Stuttgart (1879), Londres (1881), Berlín (1885, 1890), Varsovia (1885), Constantinopla (1888), Nueva York (1893), Chicago (1893), San Francisco (1893).
También «contribuyó con las exposiciones de la Academia Imperial de las Artes (1836–1900), Salón de París (1843, 1879), Sociedad de Exhibiciones de Obras de Arte (1876–83), Sociedad de amantes de las Artes de Moscú (1880), Exhibiciones Pan-Rusas en Moscú (1882) y Nizhny Novgorod (1896), Exhibiciones del mundo en París (1855, 1867, 1878), Londres (1863), Múnich (1879) y Chicago (1893) y las exhibiciones internacionales en Filadelfia (1876), Múnich (1879) y Berlín (1896).»

### Estilo

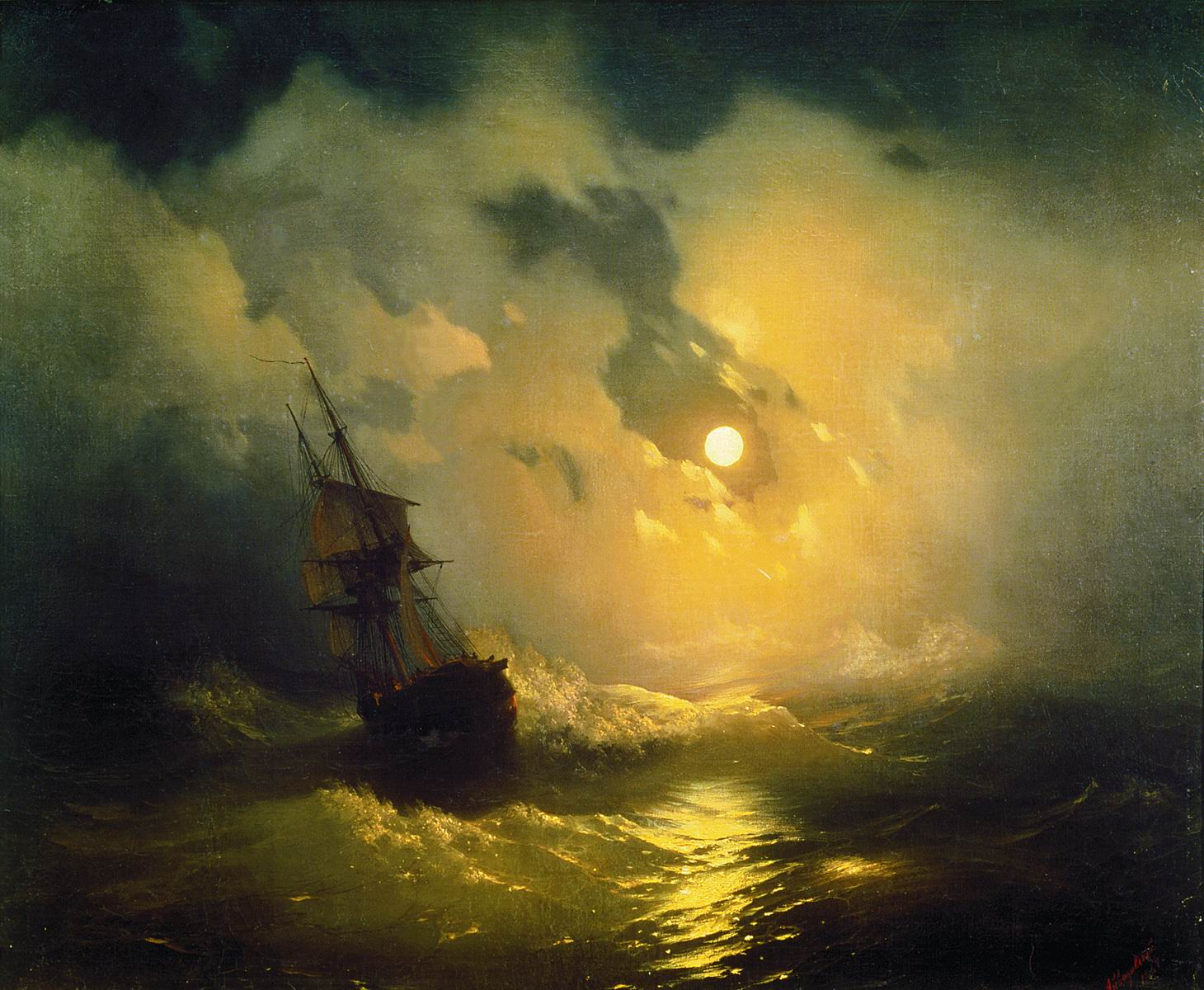
Mar tempestuoso en la noche, 1849, Palacio Pávlovsk, San Petersburgo.

Siendo un pintor primordialmente romántico, Aivazovski usó algunos elementos realistas. Leek argumentó que Aivazovski se mantuvo fiel al Romanticismo durante toda su vida, «aunque orientó sus obras hacia el género realista.» Sus primeros trabajos estuvieron influenciados por sus profesores de la Academia Imperial de las Artes, Maksim Vorobiov y Sylvester Schedrín. Pintores clásicos como Salvator Rosa, Jacob van Ruisdael y Claudio de Lorena contribuyeron al proceso individual y estilo de Aivazovski. Karl Briulov, conocido por su pintura "El último día de Pompeya", «tuvo un papel importante estimulando el desarrollo creativo propio de Aivazovski.» , de acuerdo a Bolton. Las mejores pinturas de Aivazovski en las décadas de 1840 y 1850 usaban una variedad de colores y eran tanto épicas como románticas en sus temas. Newmarch sugirió que a mediados del siglo XIX, las características de románticas en los trabajos de Aivazovski llegaron a ser «cada vez más pronunciadas». Ella, al igual que otros académicos, consideraron "Novena ola" como su mejor obra de arte y adujeron que este «parece marcar la transición entre el color fantástico de sus obras iniciales, y la visión más veraz de los años posteriores». Para 1870, sus pinturas estaban dominadas por colores delicados; en las dos últimas décadas de su vida, Aivazovski creó una serie de marinas de tonos plateados.
La transición distintiva en el arte ruso del Romanticismo al Realismo en la mitad del siglo XIX, no llegó a Aivazovski, quien siempre mantendría un estilo romántico, abierto al criticismo. Las razones propuestas para su inhabilidad o su renuencia a cambiar comenzaron con su ubicación; Feodosia era una ciudad remota en el gran Imperio Ruso, lejos de Moscú y San Petersburgo. Su mentalidad y cosmovisión eran consideradas antiguas, y no correspondían a los avances en la cultura y arte en Rusia. Vladímir Stásov solamente aceptó sus primeras obras, mientras que Alexandre Benois escribió en su libro La Historia de la pintura rusa en el siglo XIX que a pesar de haber sido estudiante de Vorobiov, Aivazovski se alejó del desarrollo general de la escuela paisajista rusa.
Las obras posteriores de Aivazovski contenían escenas dramáticas, y estaban hechas usualmente en una escala más grande. Representó «el conflicto romántico entre el hombre y los elementos en la forma del mar (El Arcoris, 1873), y las llamadas "marinas azules"  (La Bahía de Nápoles al amanecer, 1897, Desastre, 1898), y paisajes urbanos (Noche a la luz de luna en el Bosphorus, 1894).»

### Obras

#### Cuadro "Crimean View"
La obra pictórica titulada “Crimean View” está pintada sobre lienzo y fue hecha con la técnica del aceite (una técnica pictórica de secado lento).
En ella predominan los colores neutros como los verdes y los marrones, situados en los árboles y vegetación y en la tierra y la pequeña construcción respectivamente. También contamos con colores  más azulados en zonas como el mar y el cielo, y una zona más anaranjada cerca de un extremo del cuadro (haciendo referencia posiblemente al atardecer).
En el cuadro apenas se aprecia el dibujo, y conociendo al artista, podemos saber que apenas acostumbraba a hacer esbozos, por lo que el dibujo no es una parte demasiado importante del cuadro.
En cuanto a su composición, podemos observar claramente que el peso visual recae en el centro del cuadro, estando ligeramente desplazado a la izquierda, y notamos la existencia de una composición diagonal desde la esquina superior derecha hasta la esquina inferior izquierda, y también se puede ver una composición triangular cuya base se asienta en la parte baja de la construcción y el final de los árboles, resaltando la zona central del cuadro.
La luz en este cuadro la luz procede desde el lado derecho del cuadro, es una luz difusa y que provoca sombras muy ligeras, dando profundidad y realismo al cuadro. Los puntos donde mejor podemos apreciar la luz es en las copas de los árboles y en el lateral de la construcción.
El conjunto de todos estos datos ya expuestos nos dice que este cuadro bastante complejo, en él se combinan diferentes tipos de composición y técnicas pictóricas, y además de ser un simple paisaje, se puede considerar un despliegue de técnicas y habilidades artísticas por parte del pintor.

#### Temas armenios
Los primeros trabajos de Aivazovski incorporaban temas armenios. El deseo remanente del artista de visitar su tierra natal ancestral se cumplió en 1868. Durante su visita a la Armenia (este) rusa (corresponde a la moderna República de Armenia, contrario a la Armenia Occidental, bajo el control otomano), Aivazovski creó pinturas del Monte Ararat, la llanura de Ararat y el Lago Seván. Aunque el Monte Ararat ha sido representado en pinturas de muchos artistas extranjeros (la mayoría viajeros europeos), Aivazovski se convirtió en el primer artista armenio en ilustrar las montañas bíblicas de dos picos.
Él continuó con la creación de las pinturas relacionadas con Armenia en la década de 1880: Valle del Monte Ararat (1882), Ararat (1887), Descenso de Noé desde Ararat (1889). El original "Valle del Monte Ararat" tiene la firma de Aivazovski en armenio: "Aivazián" (Այվազեան). En una panorámica de Venecia titulada "La visita de Lord Byron a los Mequitaristas en la isla de San Lázaro en Venecia (1898); el primer plano de la pintura muestra a miembros de la Congregación Armenia dándole una bienvenida efusiva al poeta.
El resto de sus obras temáticas de este periodo incluyen retratos excepcionales de armenios notables, como su hermano, el arzobispo Gabriel Aivazovski (1882), el general de caballería Mijaíl Lorís-Mélikov (1888), el catholicós Mkrtich Jrimián (1895), Najicheván del Don, el alcalde Аrutyún Jalabyán y otros.
"El bautismo de los armenios" y "Juramento antes de la batalla de Avarayr" (ambas de 1892) representan los dos eventos más memorables de la antigua Armenia: la cristianización de Armenia con el bautismo del rey Tiridates III (inicios del siglo IV), y la batalla de Batalla de Avarayr en el año 451.

## Reconocimiento
Iván Aivazovski es uno de los pocos artistas rusos en ser reconocidos durante su vida. El Diccionario Enciclopédico Brockhaus y Efron lo describió explícitamente como el «mejor artista ruso de marinas» (лучший русский маринист) en 1890.
Hoy en día es considerado como uno de los artistas de marinas más prominentes del siglo XIX, y sobre todo, uno de los mejores artistas de marinas de Rusia y del mundo. También fue uno de los pocos artistas rusos en volverse famoso fuera de Rusia. En 1898, la revista Munsey escribió que Aivazovski es «más conocido en el mundo entero que cualquier otro artista de su nacionalidad, con la excepción del sensacional Vereshchaguin» Aunque según la historiadora de arte Janet Whitmore, él es relativamente desconocido en el oeste.
Iván Kramskói, uno de los más prominentes artistas rusos del siglo XIX, lo elogió así: «Aivazovski es -sin importar lo que digan los demás— una estrella de primera magnitud, y no solo en nuestro país, sino también en la historia del arte en general.» Otro pintor ruso, Alexandre Benois. sugirió que «Aivazovski se distingue de la historia general de la escuela rusa de pintura paisajista.» El sitio web del Museo Estatal Ruso continúa: «Es difícil encontrar otra figura en la historia del arte ruso que goce de la misma popularidad entre el público amateur y profesionales eruditos.» Fiódor Dostoyevski, contemporario de Aivazovski, escribió que sus pinturas están en gran demanda.
En la Rusia del siglo XIX, su nombre se convirtió en un sinónimo de arte y belleza. La frase "digno del pincel de Aivazovski", era la forma estándar de describir algo inefablemente encantador. Fue usada por primera vez por Antón Chéjov en su obra de 1897 Tío Vania. En respuesta a la pregunta de Marina Timoféievna (la enfermera vieja) sobre la pelea entre Iván Voynitsky ("Tío Vania") y Aleksandr Serebryakov, Ilyá Teleguin dice que fue «una vista digna del pincel de Aivazovski» (Сюжет, достойный кисти Айвазовского Syuzhet, dostóyniy kisti Ayvazóvskovo).
En Ucrania, es a veces considerado como un pintor ucraniano. Fue incluido en un libro de 2001 titulado Los 100 ucranianos más grandes.

### En Armenia
Aivazovski siempre ha sido considerado un artista armenio en su tierra natal ancestral y casi siempre referido allí por su nombre armenio, Hovhannes. Casi todas las fuentes armenias, algunas rusas e inglesas< se refieren a él como Hovhannes Ayvazovsky. El artista firmó algunas de sus pinturas y cartas en armenio. Por ejemplo, sus firmas en armenio (Այվազեան, Ayvazean) y ruso (Айвазовскій, Ayvazovsky), aparecen en "Valle del Monte Ararat" (1882).
David Marshall Lang escribió que es el artista armenio «más extraordinario» del siglo XIX. y el primer pintor armenio de marinas. Nació fuera de Armenia, y al igual que sus contemporáneos, incluyendo a Guevorg Bashinjaghián, Panos Terlemezián y Vardges Sureniánts, Aivazovski vivió fuera de su tierra natal, extrayendo influencias primarias de las escuelas de arte rusas y europeas. Su creatividad y cosmovisión han sido atribuidas a sus raíces armenias. De acuerdo a Sureniánts, él buscó crear una unión que habría reunido a todos los artistas armenios del mundo. El prominente poeta armenio Hovhannes Tumanyán escribió un poema corto titulado "Frente a las pinturas de Aivazovski" («Այվազովսկու նկարի առջև») en 1893. Está inspirado en las pinturas de Aivazovski, muy probablemente de las décadas de 1870 a 1890.

## Influencia
Aivazovski fue uno de los pintores de marinas más influyentes del siglo XIX del arte ruso. De acuerdo al Museo Estatal Ruso, «fue el primero y por un largo tiempo el único representante de la pintura de marinas» y «todos los demás artistas que pintaron marinas eran sus propios estudiantes o fueron influenciados por él.»
Arjip Kuindzhi (1841/2–1910) es citado por la enciclopedia Krugosvet como uno de los que fue influenciado por Aivazovski. En 1855, a la edad de 13 o 14 años, Kuindzhi visitó Feodosia para estudiar con Aivazovski, sin embargo, él estaba interesado en pinturas mixtas, y en su lugar estudió con Adolf Fessler, el estudiante de Aivazovski. Un artículo enciclopédico de 1903 declaró que «aunque Kuindzhi no puede ser llamado un estudiante de Aivazovski, este último tuvo sin duda alguna influencia en él en el primer periodo de su actividad; de quien tomó mucho en la manera de pintar.» El historiador inglés John Ellis Bowlt escribió que «el sentido elemental de la luz y la forma asociados a las puestas de sol de Aivazovski, tormentas, y océanos influyeron permanentemente en el joven Kuindzhi.»
Aivazovski también influyó en los artistas rusos Lev Lagorio, Mijaíl Latri y Alekséi Ganzen (estos dos últimos eran sus nietos).

## Legado

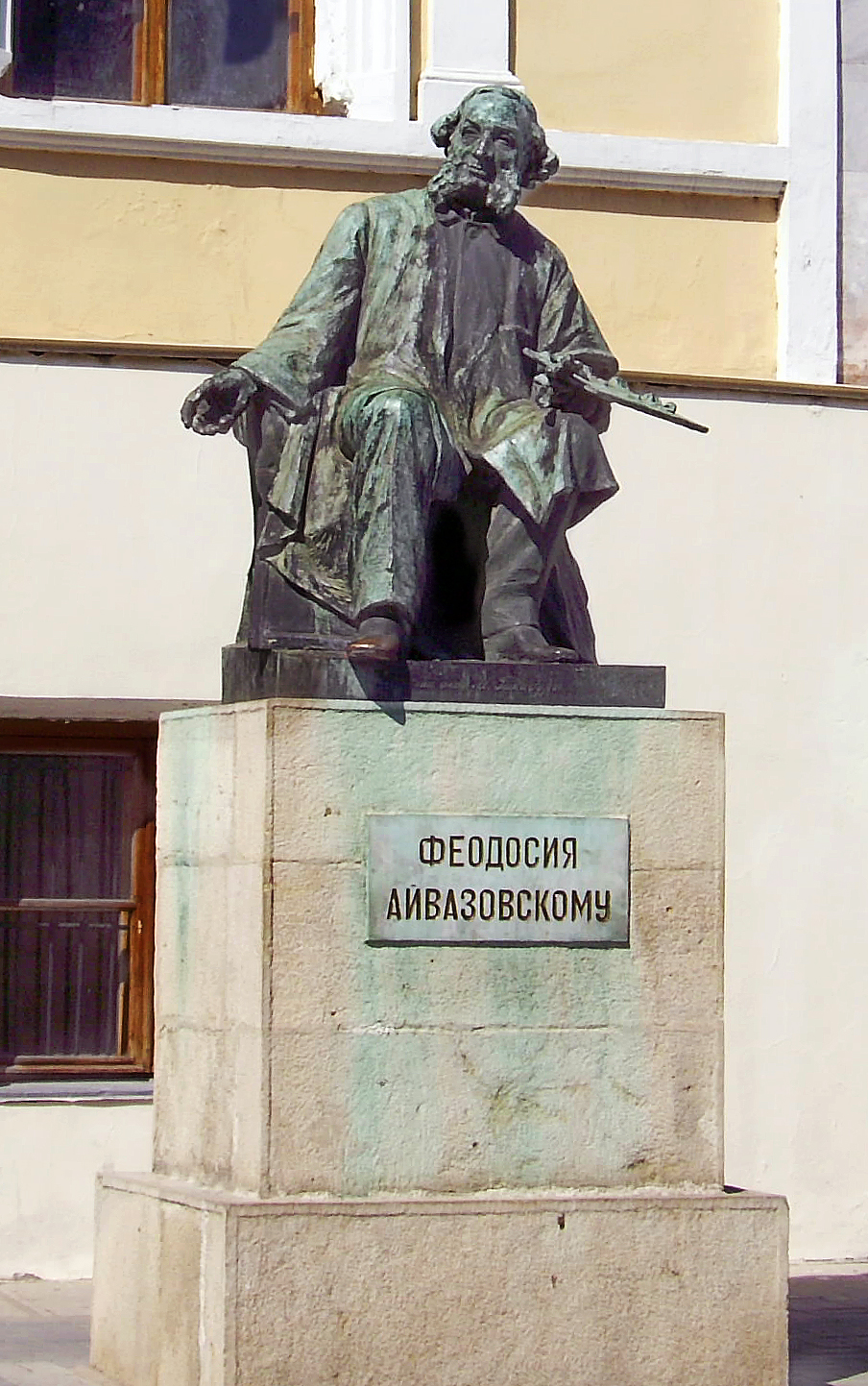
Monumento de Aivazovski frente a su casa (ahora una galería de arte) en Feodosia.

La casa de Aivazovski en Feodosia, donde había fundado un museo de arte en 1880, está abierto hasta hoy como la Galería Nacional de Arte Aivazovski. Se mantiene como la principal atracción de la ciudad, y tiene la colección de pinturas (417) de Aivazovski más grande del mundo.

### Honores póstumos
Se hicieron monumentos en memoria de Aivazovski en Crimea, Armenia y Rusia. Una estatua del artista se puede encontrar frente a la Galería de Arte de Feodosia, su antigua casa. Una estatua de Aivazovski y su hermano Gabriel está ubicada en Simferópol, el centro administrativo de Crimea. La primera estatua de Aivazovski en su tierra ancestral fue desvalada en 2003. La primera y única estatua de Aivazovski en Rusia fue erigida en 2007 en Kronstadt, cerca de San Petersburgo.
Una avenida en Feodosia, calles en Moscú, Ereván, y Minsk, un callejón en Kiev y en otras ciudades pequeñas: todas están nombradas en honor a Aivazovski. Un hotel de tres estrellas en Odesa, donde docenas de sus trabajos están expuestos, también fue nombrada por él.
La Unión Soviética (1950), Rumania(1971), Madagascar (1988), Armenia (primero en 1992), Rusia (1995), Ucrania (1999), Abjasia (1999), Moldavia (2010), Kirguistán (2010), Burundi (2012), y Mozambique (2013) han publicado sellos postales que representan a Aivazovsky o sus obras.
El planetoide 3787 Aivazovskij, nombrado así por Aivazovsky, fue descubierto por el astrónomo soviético Nikolái Chernyj en 1977.

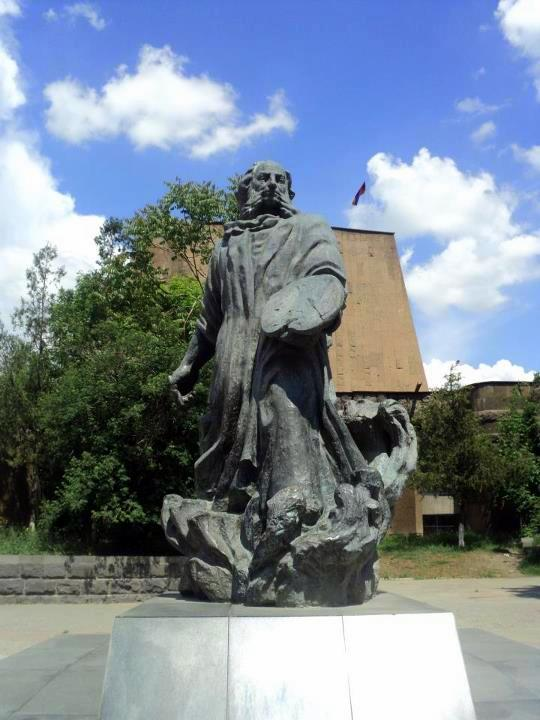
La estatua de Aivazovski en Ereván, Armenia.

Muchas de las pinturas de Aivazovski de la Galería Nacional de Armenia se encuentran en el Palacio Presidencial en Ereván.
En 2007, Abdullah Gül se convirtió en el presidente de Turquía, redecoró el palacio presidencial-Çankaya Köşkü en Ankara- y trajo pinturas de Aivazovski que estaban en el sótano para colocarlas en su oficina. De acuerdo al Hürriyet Daily News 30 pinturas de Aivazovski están expuestas en museos de Turquía.
Se realizó una exhibición que incluía 120 pinturas y 55 aguafuertes de Aivazovski en la Galería Tretiakov del 29 de julio al 20 de noviembre de 2016, dedicada a él por su CC aniversario de su nacimiento. En las primeras dos semanas, la exhibición tuvo alrededor de 55,000 visitantes, un número récord. 38 de sus trabajos fueron movidos de la Galería de Arte Aivazovsky en Feodosia, lo cual provocó que Ucrania hiciera un llamado a un boicot internacional a la Galería Tretiakov debido a que consideran a Crimea un territorio ocupado.

### Subastas
Las pinturas de Aivazovski comenzaron a aparecer en subastas (mayoritariamente en Londres) a inicios del año 2000. Muchos de sus trabajos son traídos por oligarcas rusos.
Los valores de sus obras han subido constantemente en las subastas. En 2004, su pintura "La Catedral de San Isaac en un día helado", una rara pintura de un paisaje urbano, fue vendida en alrededor de £1 millón ($1.9 millones). En 2007, su pintura "American Shipping off the Rock of Gibraltar" fue subastada por £2.71 millones, «más del cuádruple de su valor estimado». Fue «el precio más alto pagado en una subasta por Aivazovski» hasta el momento. En abril de 2012, su pintura "Vista de Constantinopla y el Bosphorus" fue vendida en Sotheby's por $5.2 millones (£3.2 millones), un aumento en diez veces su valor desde que estuvo en una subasta en 1995.
En junio de 2015, Sotheby's retiró de una subasta a una pintura de Aivazovski titulada "Noche en el Cairo", que estaba estimada en £1.5–2 millones ($2–$3 millones) después de que el Ministerio del Interior ruso reclamara que fue robada en 1997 de una colección privada en Moscú.

### Rangos
Tabla de rangos del Imperio ruso
- 1870 — Consejero Civil Activo (Действительный статский советник)
- 1885 — Consejero Privado (Тайный советник)
- 1896 — Consejero Privado Activo (Действительный тайный советник)

## Premios
| País                    | Premio                                                      | Premio                        | Año  |
| ----------------------- | ----------------------------------------------------------- | ----------------------------- | ---- |
| Segundo Imperio Francés | red ribbon of Legion Honneur                                | Legión de Honor (Caballero)   | 1857 |
| Imperio otomano         | red ribbon with green stripe of Order of the Medjidie lenta | Orden de la Medjidie          | 1858 |
| Reino de Grecia         | blue ribbon with white stripes Order Redeemer               | Orden del Salvador            | 1859 |
| Imperio Ruso            | black and red ribbon of Saint vladimir                      | Orden de San Vladimiro        | 1865 |
| Imperio otomano         | green ribbon with red stripe of Order of the Osmanie lenta  | Orden de Osmaniye             | 1874 |
| Zarato de Polonia       | blue ribbon Order Orła Białego                              | Orden del Águila Blanca       | 1893 |
| Imperio Ruso            | red ribbon of Order St Alexander Nevsky                     | Orden de San Alejandro Nevski | 1897 |